# Gornje Trebešinje
Gornje Trebešinje (cyr. Горње Требешиње) – wieś w Serbii, w okręgu pczyńskim, w mieście Vranje. W 2011 roku liczyła 204 mieszkańców.